# Calycobolus sericeus
Calycobolus sericeus là một loài thực vật có hoa trong họ Bìm bìm. Loài này được (Kunth) House mô tả khoa học đầu tiên.